# Astrotorhynchus
Astrotorhynchus är ett släkte av plattmaskar som beskrevs av von Graff 1905. Astrotorhynchus ingår i familjen Trigonostomidae.
Släktet innehåller bara arten Astrotorhynchus bifidus.